# Pruebas de COVID-19

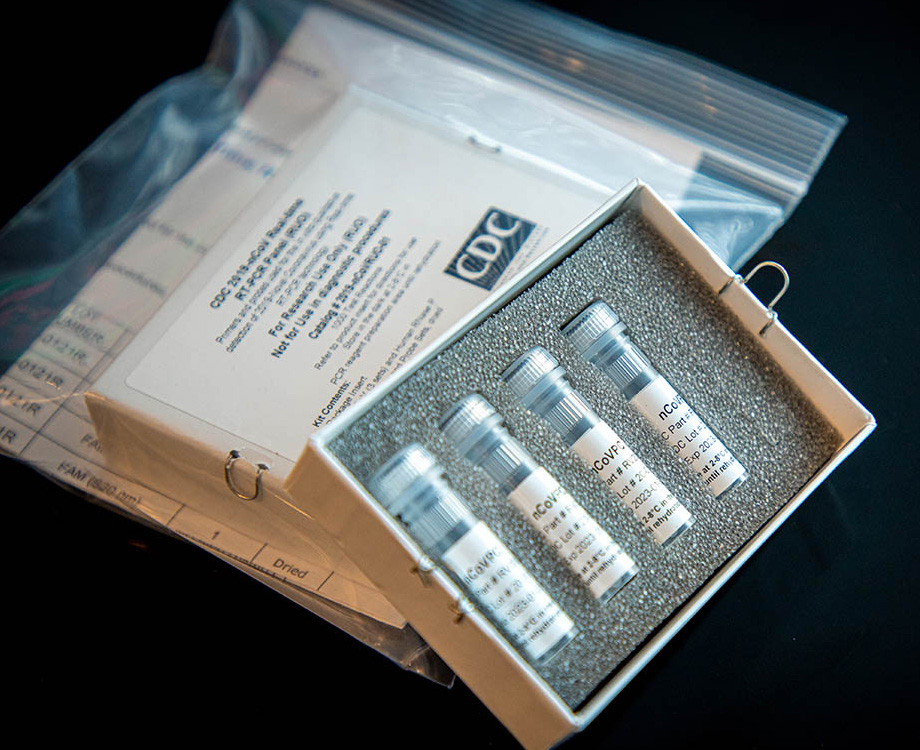
CDC 2019-Coronavirus (2019-nCoV) Panel de diagnóstico de transcriptasa inversa (RT) en tiempo real -CRP.

Las pruebas de laboratorio para el diagnóstico de la COVID-19 (enfermedad causada por el SARS-CoV-2) incluyen los métodos que detectan la presencia del propio virus y aquellos que detectan los anticuerpos producidos por el cuerpo humano en respuesta a la infección. Los tres tipos principales son:
- Pruebas moleculares,[2] como la reacción en cadena de la polimerasa con transcripción inversa (RT-PCR) en tiempo real. Es la prueba de referencia para detectar la presencia del virus SARS-CoV-2. Esta metodología consiste en la purificación del material genético (ARN) del virus a partir de la muestra y su posterior detección por medio de la RT-PCR. Este tipo de análisis generalmente se realiza en laboratorios de diagnóstico de alta complejidad equipados con infraestructura y equipamiento requerido para realizar técnicas de biología molecular. Si bien cuenta con una alta sensibilidad y especificidad, el procesamiento de muestras y en consecuencia la emisión del resultado puede tardar varias horas. La RT-PCR da positivo durante varias semanas después de la primera infección (30 días de media, según algunos estudios),[3] ya que detecta la presencia del ARN del virus, aunque este ya no sea viable y el paciente haya superado la infección y ya no sea contagioso.[4] Entre los test moleculares también se encuentra la amplificación mediada por transcripción (ATM). Los resultados pueden tardar menos de 3,5 horas.[5]
- La prueba de antígenos (RAT, por sus siglas en inglés) detecta el virus no por su ARN, sino por algunas proteínas de su cubierta. Es más rápida y barata que la PCR.[6][7]
- Las pruebas de serología no detectan la presencia del virus, sino de los anticuerpos generados por el sistema inmunológico después de la infección, los cuales persisten en el cuerpo entre pocas semanas y varios meses, quizás años. Por lo tanto, son útiles para estudios epidemiológicos pero no son confiables para identificar si una persona está infectada en ese momento.[8]

Debido a la complejidad y coste de las pruebas PCR, en los primeros meses de la pandemia casi ningún país dispuso de datos confiables sobre la prevalencia del virus en su población. Esta variabilidad también afectó las tasas de mortalidad reportadas.
Las diferentes autoridades sanitarias han adoptado protocolos de prueba variados, que incluyen a quién evaluar, con qué frecuencia, protocolos de análisis, recolección de muestras y los usos de los resultados de las pruebas. Esta variabilidad probablemente ha impactado significativamente en las estadísticas informadas, incluidos los números de casos y pruebas, las tasas de mortalidad y la demografía de los casos.

## Métodos de prueba

### Detección del virus

#### Nasofaringeas

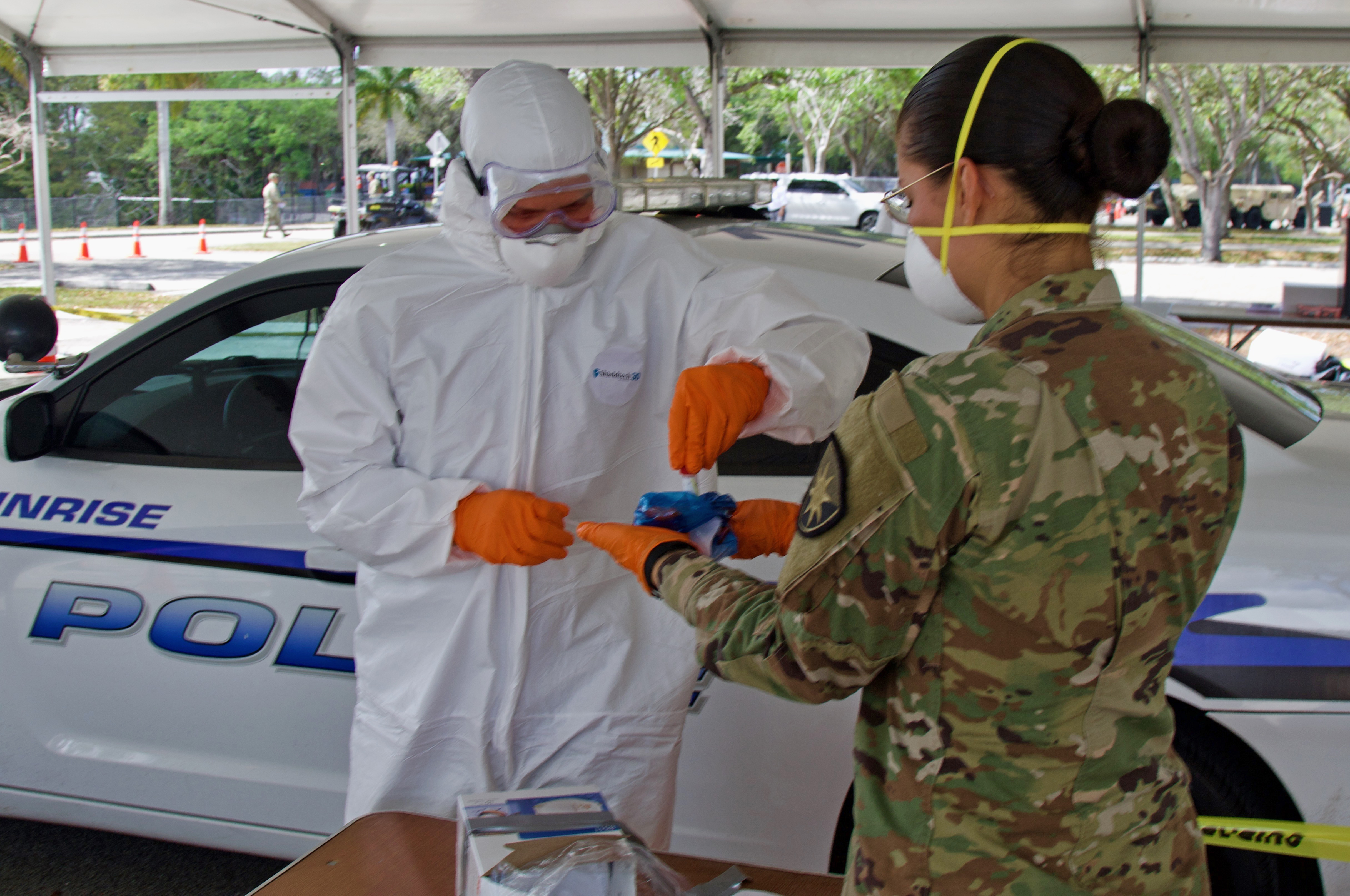
Recolección de muestra en Florida.

Utilizando la reacción en cadena de la polimerasa de transcripción inversa (RT-PCR) en tiempo real, la prueba puede hacerse en muestras respiratorias obtenidas por varios métodos, como el hisopo nasofaríngeo o la muestra de esputo.
Los resultados suelen estar disponibles en unas cuantas horas, máximo en dos días. Los métodos moleculares apalancan la reacción molecular en cadena (PCR) junto con pruebas de ácido nucleico, y otras técnicas analíticas avanzadas, para detectar el material genético del virus, usando la reacción en cadena de la polimerasa de transcripción inversa en tiempo real, para propósitos de diagnóstico. 

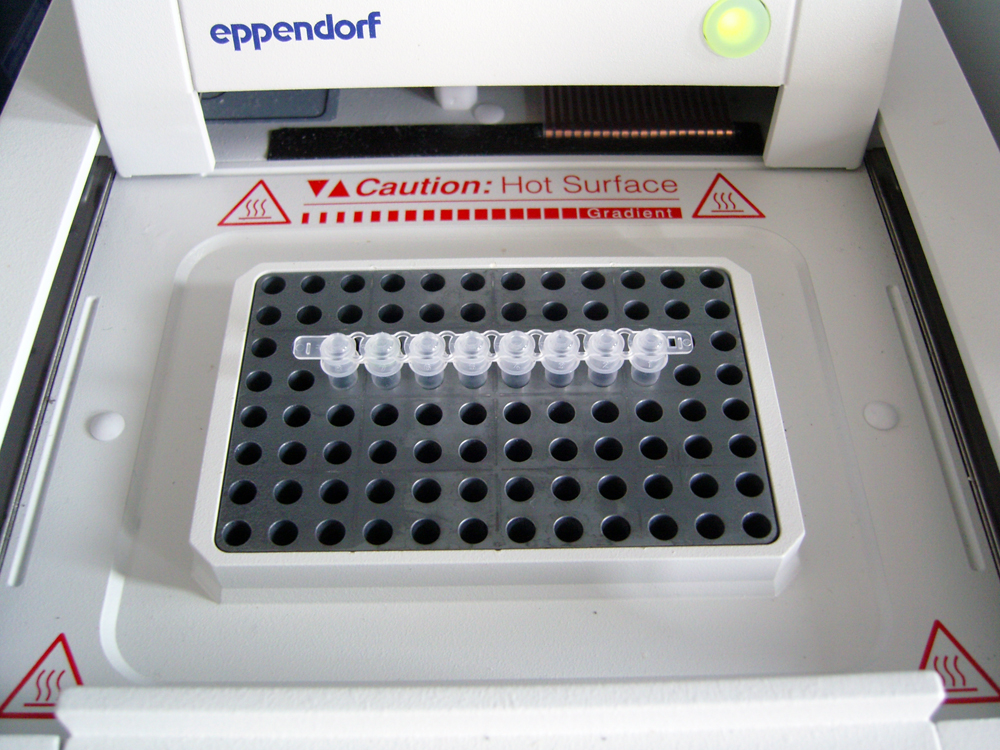
Un termociclador o ciclador térmico, generalmente conocido como máquina PCR.

El 5 de enero de 2020, un equipo del Centro Clínico de Sanidad Pública de Shanghái consiguió secuenciar el ARN del nuevo virus. Este logro se mantuvo en secreto hasta que, seis días después, unos investigadores lo filtraron a varios sitios web. Este acto permitió a la comunidad internacional comenzar a desarrollar test y vacunas para el virus, y sus responsables fueron castigados con el cierre de su laboratorio.
Las guías publicadas el 6 de febrero por el Hospital Zhongnan de la Universidad de Wuhan recomendaban métodos de diagnóstico y de tratamiento para la neumonía infectada por SARS-CoV2, basados en el riesgo epidemiológico y las características clínicas. Esto incluía identificar a pacientes que habían viajado recientemente a Wuhan o habían tenido contacto con alguien infectado, además de dos o más de los siguientes síntomas: fiebre, signos radiológicos de neumonía, recuento normal o bajo de leucocitos (leucopenia) y linfopenia.
La OMS publicó posteriormente varios protocolos para el diagnóstico de la enfermedad para Japón. La prueba de elección fue la RT-PCR en tiempo real (o retrotranscripción seguida de reacción en cadena de la polimerasa cuantitativa), realizada en muestras respiratorias o de sangre. Los resultados estaban disponibles, al 30 de enero, en unas pocas horas o días. Sin embargo, el neumólogo chino Wang Chen informó que este método de prueba de RT-PCR daría falso positivo en el 50-70 % de los casos.
Una de las primeras pruebas PCR fue desarrollada en Charité en Berlín en enero de 2020 utilizando la reacción en cadena de la polimerasa de transcripción inversa en tiempo real (RT-PCR), y formó la base de 250 000 paquetes para su distribución por la Organización Mundial de la Salud (OMS).
La compañía surcoreana Kogenebiotech desarrolló, basado en PCR, el paquete de detección SARS-CoV-2 (PowerChek Coronavirus) el 28 de enero de 2020. Este busca el gen "E"  compartido por todos los coronavirus beta y el gen específico RdRp del SARS-CoV-2. Otras compañías en el país, como Solgent y Seegene, también desarrollaron versiones de cajas de detección de grado clínico, llamadas DiaPlexQ y Allplex 2019-nCoV Assay, respectivamente, en febrero de 2020.
En China, el Grupo BGI fue una de las primeras compañías en recibir aprobación de uso de emergencia de la Administración Nacional de Productos Médicos para un paquete de detección basado en PCR SARS-CoV-2.
En los Estados Unidos, los Centros para Control y Prevención de Enfermedades están distribuyendo el Panel de Diagnóstico en Tiempo Real CDC 2019-Novel Coronavirus (2019-nCoV) a los laboratorios de salud pública a través del Recurso de Reactivo Internacional. Una de las tres pruebas genéticas en las versiones más viejas de los kits de prueba causaron resultados no concluyentes debido a reactivos fallidos y a un cuello de botella en las pruebas en el CDC de Atlanta; esto resultó en una media de menos de 100 muestras al día exitosamente procesadas durante todo febrero de 2020. Las pruebas que utilizaban dos componentes no fueron determinadas como fiables hasta el 28 de febrero de 2020, y no fue hasta entonces que a los laboratorios estatales y locales se les permitió empezar a usarlas.  La prueba estuvo aprobada por el La Administración de Fármacos y Alimentos bajo una Autorización de Uso en Emergencia.
En los Estados Unidos, los laboratorios comerciales empezaron probarlas a comienzos de marzo de 2020. Hacia el 5 de marzo de 2020 LabCorp anunció la disponibilidad nacional de pruebas para la COVID-19 basadas en RT-PCR. Quest Diagnostics del mismo modo puso a disposición nacional las pruebas para la COVID-19 el 9 de marzo de 2020. No se anunciaron limitaciones en la cantidad; la recolección de especímenes y el procesamiento deben desarrollarse de acuerdo a los requerimientos de los CDC.
En Rusia, la prueba para COVID-19 fue desarrollada y producida por el Centro de Búsqueda Estatal de Virología y Biotecnología VECTOR. El 11 de febrero de 2020 la prueba fue registrada por el Servicio Federal para Vigilancia en Salud.
El 12 de marzo de 2020, la Clínica Mayo reportó haber desarrollado una prueba para detectar la infección por la COVID-19.
El 13 de marzo de 2020, Roche Diagnostics recibió la aprobación de la FDA para una prueba que podría ser efectuada en 3 horas y media, permitiendo así que una máquina realizara aproximadamente 4128 pruebas en un periodo de 24 horas.
El 19 de marzo de 2020, la FDA emitió una autorización de uso de emergencia (EUA) a los Laboratorios Abbott para una prueba del sistema m2000 de Abbott; la FDA anteriormente había emitido una autorización similar a Hologic, LabCorp, y Thermo Fisher Scientific.
El 21 de marzo de 2020, Cepheid Inc también recibió una EUA de la FDA para una prueba que toma ~45 minutos.
Debido a la gran cantidad de equipamiento y a la complejidad de infraestructura que requiere la realización de pruebas PCR, varios laboratorios de países en vías de desarrollo han adaptado metodologías para la realización de ensayos diagnósticos de forma más eficiente y accesible, como por ejemplo: ensayos PCR a partir de pooles de muestras de ARN, metodologías de extracción de ARN por medio de un choque térmico y la utilización de hisopos plásticos con cabeza de algodón para la toma de la muestra.
En Uruguay y Ecuador se han desarrollado kits de detección de SARS-CoV-2 para el diagnóstico de la COVID-19 por RT-PCR con el fin de evitar desabastecimientos y hacer más accesible el diagnóstico en sus comunidades. El desarrollo de estos kits se ha realizado por medio de alianzas entre universidades, institutos de investigación científica y empresas biotecnológicas.
Una prueba que utiliza un anticuerpo monoclonal que específicamente se adhiere a la proteína nucleocapside (N proteína) del nuevo coronavirus está siendo desarrollada en Taiwán, con la esperanza de que pueda proporcionar resultados entre 15 y 20 minutos, como en la prueba de influenza rápida. Hay una revisión de enero de 2021 de  las técnicas empleadas en el diagnóstico de la COVID-19.

#### Rectales
Al igual que en la nasofaríngea, esta prueba consiste en depositar una muestra de mucosidad gastrointestinal en un tubo para mezclarlo con una solución que aísla y solubiliza la estructura proteica presente en el mismo. A partir de ese momento, se aplica la mezcla en un dispositivo de flujo lateral que desplaza la muestra de la mucosidad lo largo del dispositivo. Generalmente es ejecutada en China. igualmente es administrada con hisopos nasofaríngeos e indica si el paciente tiene la infección y puede contagiar a otros.

### Lista de laboratorios de desarrollo y los protocolos para la detección del virus
| País      | Instituto                                                                     | Genes objetivo                                                 |
| --------- | ----------------------------------------------------------------------------- | -------------------------------------------------------------- |
| China     | CDC de China                                                                  | ORF1ab y Nucleoprotein (N)                                     |
| Alemania  | Charité                                                                       | RdRP, E, N                                                     |
| Hong Kong | HKU                                                                           | ORF1b-nsp14, N                                                 |
| Japón     | Instituto nacional de Enfermedades Contagiosas, Departamento de Virología III | Pancorona y objetivos múltiples, proteína de Espiga (Peplomer) |
| Tailandia | Instituto nacional de Salud                                                   | N                                                              |
| EE. UU.   | CDC de EE. UU.                                                                | Tres objetivos en gen N                                        |
| Francia   | Instituto Pasteur                                                             | Dos objetivos en RdRP                                          |

### Detección de anticuerpos
Parte de la respuesta inmune a la infección es la producción de anticuerpos, incluyendo a los IgM y IgG. Estos suelen usarse para  detectar infecciones en individuos, para determinar inmunidad y en vigilancia de población.
Los ensayos pueden realizarse en laboratorios centrales (CLT) o en pruebas en puntos de cuidado (PoCT). Los sistemas automatizados de alto rendimiento en muchos laboratorios clínicos podrán realizar estos ensayos, pero su disponibilidad dependerá de la tasa de producción de cada sistema. Para los CLT normalmente se usa un solo espécimen de sangre periférica, a pesar de que los especímenes en serie se suelen usar para seguir la respuesta inmune. Para los PoCT un único espécimen de sangre normalmente es obtenido mediante punción de piel. A diferencia de los métodos PCR, el paso de extracción no es necesario antes del ensayo.
Una prueba en sangre para detectar anticuerpos estaba siendo desarrollada para el 9 de marzo de 2020. Esta permitiría determinar si una persona nunca ha sido infectada y funcionaría aun si la persona desarrolló síntomas. Se esperaba obtener resultados en 15 minutos mediante la detección de los anticuerpos IgM e IgG.

#### En la saliva
Este test consiste en depositar una muestra de saliva en un tubo para mezclarlo con una solución que aísla y solubiliza la estructura proteica presente en la saliva. A partir de ese momento, se aplica la mezcla en un dispositivo de flujo lateral que desplaza la muestra de saliva a lo largo del dispositivo. Las IgM son detectadas e indican si el paciente tiene la infección y puede contagiar. Los IgG marcan la inmunidad a largo plazo y aparecen una vez superada la enfermedad.

### Escáneres CT de tórax
Los escáneres de pecho CT scans - TAC pueden ayudar algunas veces a identificar y caracterizar patologías de pulmón y han arrojado hallazgos no concretos con la infección por la COVID-19. Una revisión sistemática de escáneres de pecho con TAC en 919 pacientes describieron las manifestaciones tempranas típicas de la COVID-19 como "opacificación bilateral de vidrio esmerilado multilobar (GGO) con una distribución periférica o posterior". Un estudio encontró que la sensibilidad del TAC para la infección de la COVID-19 era del 98 % comparada con la sensibilidad de la prueba RT-PCR que es del 71 %; aun así, esta fue realizada en la provincia china de Wuhan y no es generalizable. Los hallazgos más frecuentes de la tomografía computarizada fueron la atenuación bilateral del vidrio esmerilado (irregular o difuso) con dominio subpleural, pavimentación local y consolidaciones en etapas posteriores. Estos hallazgos son inespecíficos y también se encuentran en otros tipos de neumonía. Un pequeño estudio mostró que los radiólogos chinos demostraron una sensibilidad del 72-94 % y del 24-94 % en la diferenciación de la COVID-19 de otros tipos de neumonía viral usando imágenes de CT. Ningún estudio ha validado aún la precisión y el valor discriminatorio de las tomografías computarizadas para distinguir la COVID de otras neumonías virales. Por lo tanto, los CDC no recomiendan CT para la detección inicial a partir del 5 de marzo. Las personas con sospecha de la COVID-19 deben hacerse la prueba con RT-PCR, que es la prueba más específica.